# 諾爾冰川
69°33′S 159°9′E / 69.550°S 159.150°E
諾爾冰川（英語：Noll Glacier）是南極洲的冰川，位於奧次地，長37公里，流經瓊斯冰原島峰，最終注入托米林冰川下游，美國地質調查局根據測量和該國海軍的空中照片繪入地圖，現時由南極條約體系管理。